# Teichlandschaft Buchwäldchen-Muckwar
Die Teichlandschaft Buchwäldchen-Muckwar ist ein 95,34 Hektar großes Naturschutzgebiet in Luckaitztal, einer Gemeinde im Landkreis Oberspreewald-Lausitz in Brandenburg. Es ist Teil des Naturparks Niederlausitzer Landrücken.

## Lage und Geschichte
Das Gebiet befindet sich im nordöstlichen Teil der Gemarkung. Der überwiegende Teil des Naturschutzgebiets liegt im Ortsteil Muckwar, ein kleinerer Bereich im Nordosten im Ortsteil Buchwäldchen, die beide namensgebend waren. Westlich führt die Bahnstrecke Lübbenau–Kamenz mit dem Haltepunkt Luckaitztal in Nord-Süd-Richtung an dem Gebiet vorbei. Innerhalb des Naturschutzgebietes lag das wüst gefallene Dorf Berlinchen.
Im Gebiet befinden sich insgesamt neun Fischteiche unterschiedlicher Größe, die vor Jahrhunderten von den Zisterziensern zur Fischzucht angelegt wurden. Der größte Teich, der Große Paul erschien bereits im Verzeichnis der Naturdenkmäler der Provinz Brandenburg aus dem Jahr 1933 als besonders schützenswertes Naturdenkmal. Durch den Braunkohleabbau und die damit verbundene Absenkung des Grundwassers fiel er zwischen 1987 und 1993 trocken und musste zeitweise künstlich bewässert werden. Nördlich liegt der Kleine Paul, westlich der Borschteich. Die drei Teiche werden durch sechs weitere Teiche ergänzt. Dies ist im Norden der Große Brauerteich, südlich davon der Kleine Brauerteich südlich hiervon der Frauenteich im Westen, mittig der Herrenteich, der in den nördlich gelegenen Bindeteich übergeht sowie der Krummetteich im Osten. Sie sind durch Gräben miteinander verbunden und entwässern ins Vetschauer Mühlenfließ.
Das Gebiet wurde 1997 unter Schutz gestellt und 2004 davon 38 Hektar an die Stiftung Naturschutzfond Brandenburg übertragen.

## Flora und Fauna

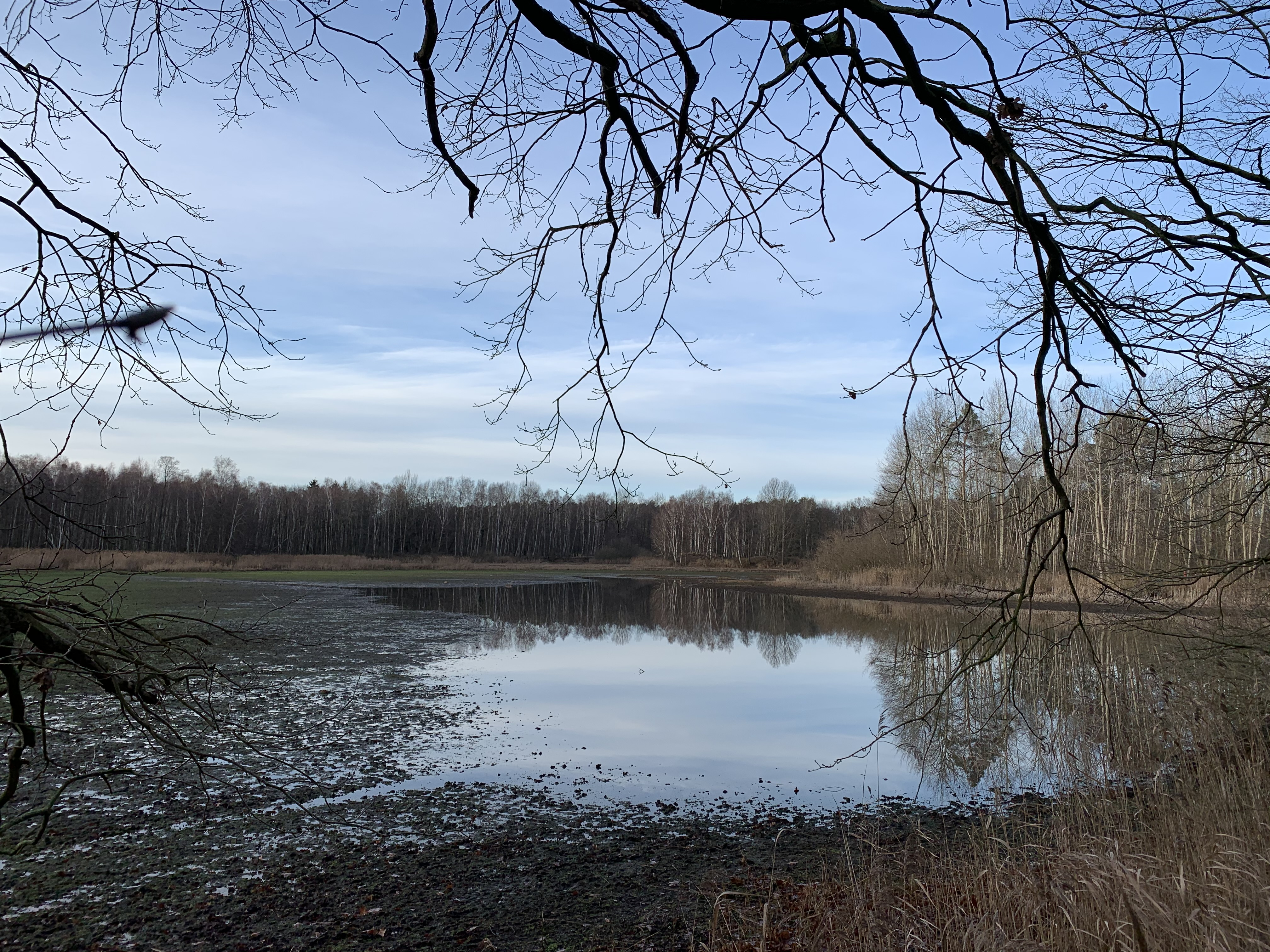
Großer Paul

Neben den neun Fischteichen wird die Fläche von ausgedehnten Wald- und Forstflächen dominiert. Unterhalb des Großen Pauls ist ein Erlenbruchwald, ergänzt durch Stieleichen-Hainbuchenwälder und Auwälder. Ein großer Teil ist mit Kiefern bewaldet; einige Aufforstungen bestehen aus nicht heimischen Gewächsen wie der Douglasie. Daneben wechseln sich Pfeifengraswiesen mit feuchten Hochstaudenfluren und Flachland-Mähwiesen ab. An bedrohten Pflanzenarten wurden der Königsfarn, der Drachenwurz sowie das Breitblättrige Knabenkraut nachgewiesen.
Im Wasser wurden Rotbauchunken, der Nördlicher Kammmolch,  Fischotter und Laubfrösche beobachtet; an Land Ringelnattern. Das Gebiet ist darüber hinaus ein Lebensraum für den Kranich, den Schwarzstorch und den Seeadler.

## Entwicklung
Die Stiftung hat in den vergangenen Jahren zahlreiche Kiefern entnommen und zu Gunsten standortgerechter Laubbaumarten ersetzt. Damit soll mittelfristig ein naturnaher Mischwald entstehen. Da die Stiftung auf einigen Flächen davon ausgeht, dass ein natürlicher Bewuchs nicht zu erwarten ist, wurde 2009 ein Voranbau mit Traubeneichen durchgeführt. Es entstanden Kleingewässer, um die Lebenssituation der Rotbauchunke zu verbessern. Daneben soll der Waldrand entwickelt werden, um ein Nahrungs-, Brut- und Rückzugsgebiet für Tiere und Pflanzen zu schaffen.